# Liste von Filmen in CinemaScope (2,55:1)
Die Liste enthält alle Filme in CinemaScope, die auch im ursprünglichen 2,55:1-Format vorgeführt wurden.

## Filme in CinemaScope
- 1953: Das Gewand (The Robe)
- 1953: Wie angelt man sich einen Millionär (How to Marry a Millionaire)
- 1953: Das Höllenriff (Beneath the 12-Mile Reef)
- 1953: Der Hauptmann von Peshawar (King of the Khyber Rifles)
- 1953: Die Ritter der Tafelrunde (Knights of the Round Table)
- 1954: Die siebente Nacht (The Command)
- 1954: Inferno (Hell and High Water)
- 1954: New Faces
- 1954: Rose Marie
- 1954: Das unsichtbare Netz (Night People)
- 1954: Prinz Eisenherz (Prince Valiant)
- 1954: Das blonde Glück (Lucky Me)
- 1954: Fluß ohne Wiederkehr (River of No Return)
- 1954: Drei Münzen im Brunnen (Three Coins In The Fountain)
- 1954: Es wird immer wieder Tag (High and the Mighty)
- 1954: Alt Heidelberg (The Student Prince)
- 1954: Die Gladiatoren (Demetrius and the Gladiators)
- 1954: The Royal Tour of Queen Elizabeth and Philip – Flight of the White Heron
- 1954: Der Garten des Bösen (Garden of Evil)
- 1954: Gala-Premiere (Ring of Fear)
- 1954: Eine Braut für sieben Brüder (Seven Brides For Seven Brothers)
- 1954: Die gebrochene Lanze (Broken Lance)
- 1954: Der Talisman (King Richard and the Crusaders)
- 1954: Sinuhe der Ägypter (The Egyptian)
- 1954: Der eiserne Ritter von Falworth (The Black Shield of Falworth)
- 1954: Brigadoon (Brigadoon)
- 1954: Die Welt gehört der Frau (Woman’s World)
- 1954: Ein neuer Stern am Himmel (A Star Is Born)
- 1954: Die Tochter des Kalifen (Adventures of Hajji Baba)
- 1954: Carmen Jones
- 1954: Das letzte Gefecht (Sitting Bull)
- 1954: Die Spinne (Black Widow)
- 1954: Der einsame Adler (Drum Beat)
- 1954: Désirée (Désirée)
- 1954: Attila, der Hunnenkönig (Sign of the Pagan)
- 1954: Spur in den Bergen (Track of the Cat)
- 1954: Der Schatz der Korsaren (Long John Silver)
- 1954: Rhythmus im Blut (There’s No Business Like Show Business)
- 1954: Der silberne Kelch (The Silver Chalice)
- 1954: 20.000 Meilen unter dem Meer (20,000 Leagues Under the Sea)
- 1954: Grünes Feuer (Green Fire)
- 1955: Stadt in Angst (Bad Day at Black Rock)
- 1955: König der Schauspieler (Prince of Players)
- 1955: Mit Leib und Seele (The Long Gray Line)
- 1955: Rauhe Gesellen (The Violent Men)
- 1955: Urlaub bis zum Wecken (Battle Cry)
- 1955: Ein Mann liebt gefährlich (Many Rivers to Cross)
- 1955: Der Favorit (The Racers)
- 1955: Jupiters Liebling (Jupiter’s Darling)
- 1955: Die weiße Feder (White Feather)
- 1955: Wenn die Ketten brechen (Captain Lightfoot)
- 1955: In Frisco vor Anker (Hit the Deck)
- 1955: Tempel der Versuchung (The Prodigal)
- 1955: Die Unbezähmbaren (Untamed)
- 1955: Die Dame des Königs (That Lady)
- 1955: Jenseits von Eden (East of Eden)
- 1955: Oase (Oasis)
- 1955: Ein Mann namens Peter (A Man Called Peter)
- 1955: Sensation am Sonnabend (Violent Saturday)
- 1955: Aus dem Leben einer Ärztin (Strange Lady in Town)
- 1955: Der Speer der Rache (Chief Crazy Horse)
- 1955: Unterbrochene Melodie (Interrupted Melody)
- 1955: Nachts auf den Boulevards (Bedevilled)
- 1955: Daddy Langbein (Daddy Long Legs)
- 1955: Die Nacht gehört uns (The Magnificent Matador)
- 1955: Tyrannische Liebe (Love Me or Leave Me)
- 1955: Treffpunkt Hongkong (Soldier of Fortune)
- 1955: Das verflixte 7. Jahr (The Seven Year Itch)
- 1955: Der Seefuchs (The Sea Chase)
- 1955: Die Verlorenen (The Cobweb)
- 1955: Susi und Strolch (Lady and the Tramp)
- 1955: Land der Pharaonen (Land of the Pharaohs)
- 1955: Das Schloß im Schatten (Moonfleet)
- 1955: Tokio Story (House of Bamboo)
- 1955: Keine Zeit für Heldentum (Mister Roberts)
- 1955: How To Be Very, Very Popular
- 1955: Der Mann aus Kentucky (The Kentuckian)
- 1955: Die jungfräuliche Königin (The Virgin Queen)
- 1955: Der scharlachrote Rock (The Scarlet Coat)
- 1955: Es geschah in einer Nacht (Pete Kelly’s Blues)
- 1955: Des Königs Dieb (The King’s Thief)
- 1955: Zur Hölle und zurück (To Hell And Back)
- 1955: Alle Herrlichkeit auf Erden (Love Is a Many-Splendored Thing)
- 1955: Lockende Tiefe (The Deep Blue Sea)
- 1955: Der Mann aus Laramie (The Man from Laramie)
- 1955: Vorwiegend heiter (It's Always Fair Weather)
- 1955: Die linke Hand Gottes (The Left Hand Of God)
- 1955: Die sieben goldenen Städte (The Seven Cities of Gold)
- 1955: Meine Schwester Ellen (My Sister Eileen)
- 1955: Drei Rivalen (The Tall Men)
- 1955: Wolkenstürmer (The McConnell Story)
- 1955: Der gelbe Strom (Blood Alley)
- 1955: Das Mädchen auf der roten Samtschaukel (The Girl in the Red Velvet Swing)
- 1955: Kismet
- 1955: … denn sie wissen nicht, was sie tun (Rebel Without a Cause)
- 1955: So liebt man in Paris (Gentlemen Marry Brunettes)
- 1955: Picknick (Picnic)
- 1955: Schwere Jungs – leichte Mädchen (Guys and Dolls)
- 1955: Die zarte Falle (The Tender Trap)
- 1955: Unvollendete Liebe (The View from Pompey’s Head)
- 1955: Himmelfahrtskommando (The Cockleshell Heroes)
- 1955: Guten Morgen, Miss Fink (Good Morning, Miss Dove)
- 1955: Liebe, Tod und Teufel (Quentin Durward)
- 1955: Blutige Straße (Hell on Frisco Bay)
- 1955: Der große Regen (The Rains of Ranchipur)
- 1955: Ein Hundeleben (It’s a Dog’s Life)
- 1955: Verdammt zum Schweigen (The Court-Martial of Billy Mitchell)
- 1955: Lola Montez (Lola Montès)
- 1956: Meine Frau, der Leutnant (The Lieutenant Wore Skirts)
- 1956: Diane – Kurtisane von Frankreich (Diane)
- 1956: Die schöne Helena (Helen of Troy)
- 1956: Gefangene des Stroms (The Bottom of the Bottle)
- 1956: Der Eroberer (The Conqueror)
- 1956: Karussell (Carousel)
- 1956: Viva Las Vegas (Meet Me in Las Vegas)
- 1956: Der Mann, den es nie gab (The Man Who Never Was)
- 1956: Alexander der Große (Alexander the Great)
- 1956: Testpiloten (On the Threshold of Space)
- 1956: Mein Wille ist Gesetz (Tribute To A Bad Man)
- 1956: Der Mann im grauen Flanell (The Man in the Gray Flannel Suit)
- 1956: Der Schwan (The Swan)
- 1956: Die letzte Jagd (The Last Hunt)
- 1956: Die Furchtlosen (The Proud Ones)
- 1956: Knotenpunkt Bhowani (Bhowani Junction)
- 1956: Die Männer um Hilda Crane (Hilda Crane)
- 1956: Gaby
- 1956: Bungalow der Frauen (The Revolt of Mamie Stover)
- 1956: 23 Schritte zum Abgrund (23 Paces to Baker Street)
- 1956: Zwischen Himmel und Hölle (D-Day the Sixth of June)
- 1956: Trapez (Trapeze)
- 1956: Ein Kuß vor dem Tode (A Kiss Before Dying)
- 1956: Geliebt in alle Ewigkeit (The Eddy Duchin Story)
- 1956: Der König und ich (The King and I) 28.6
- 1956: Satellite in the Sky
- 1956: Die große und die kleine Welt (The Ambassador’s Daughter)
- 1956: Eine Handvoll Hoffnung (Bigger Than Life)
- 1956: Bus Stop (Bus Stop)
- 1956: Vincent van Gogh – Ein Leben in Leidenschaft (Lust for Life)
- 1956: Der letzte Wagen (The Last Wagon)
- 1956: Die Macht und der Preis (The Power and the Prize)
- 1956: Anders als die anderen (Tea and Sympathy)
- 1956: Fanfaren der Freude (The Best Things In Life Are Free)
- 1956: Dem Tode entronnen (Pillars of the Sky)
- 1956: Feuertaufe (Between Heaven and Hell)
- 1956: Roter Staub (The Brave One)
- 1956: Das schwache Geschlecht (The Opposite Sex)
- 1956: Ohne Liebe geht es nicht (You Can’t Run Away from It)
- 1956: Oklahoma! (Oklahoma!)
- 1956: Moderne Jugend (Teenage Rebel)
- 1956: Pulverdampf und heiße Lieder (Love Me Tender)
- 1956: Das kleine Teehaus (The Teahouse Of the August Moon)
- 1956: The Girl Can’t Help It (The Girl Can’t Help It)
- 1956: Die große Liebe der Anastasia (Anastasia)
- 1962: Der Schatz im Silbersee
- 2016: La La Land